# Cryptochrome

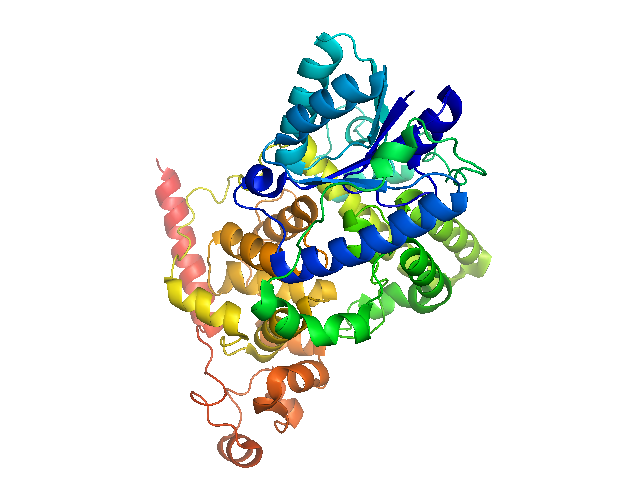
Structure cristalline d'un domaine protéique du cryptochrome CRY1 d’Arabidopsis thaliana.

Les cryptochromes (du grec κρυπτό χρώμα krupto chroma, qui signifie, « couleur cachée ») sont des flavoprotéines, protéines ubiquitaires, notamment impliquées dans les rythmes circadiens des plantes et animaux, et dans la détection du champ magnétique chez un certain nombre d'espèces dans le règne du Vivant. 
Les cryptochromes absorbent la lumière ultraviolette, du proche UV et/ou la partie du spectre visible de la lumière bleue. 
Ils modifient la croissance chez le végétal en fonction de l'éclairement et de la photopériode. Ils semblent ainsi jouer un rôle d'intermédiaire entre l'éclairement et la croissance et forme de la plante. Chez les plantes, CRY2 joue ainsi un rôle dans le contrôle de la floraison, et probablement de la taille des fruits, du nombre d’ovules par fruits ou du taux d’ovules fécondés, selon les données disponibles sur les gènes de la région chromosomique de CRY2, identifiés comme régulant ou co-régulant ces caractères comme l'ont montré El-Assal et al. et d'autres équipes au début des années 2000  ; CRY2 diminue le temps nécessaire à la floraison quand la durée d'ensoleillement augmente, c'est-à-dire dans la nature, quand la durée du jour grandit,,.
On en trouve aussi chez les animaux (ex : souris, oiseaux ou invertébrés marins fixés tels que les coraux), chez les insectes (la drosophile), ainsi que chez l'homme. Chez l'animal, majoritairement situés dans les cellules ganglionnaires de la rétine, et plus ou moins nombreux selon les espèces ; leur nature et fonction diffèrent aussi. Ils contribuent au fonctionnement de l'horloge biologique interne, et à la magnétoréception chez les migrateurs. 
Ils sont aussi présents chez les bactéries cyanophycées.

## Étymologie, vocabulaire scientifique
Des effets tels que (chez les plantes supérieures) l'inhibition de l'allongement de l'hypocotyle et l'ouverture stomatique et bien d'autres ont été considérés comme étant médiés par un ou plusieurs potentiels photorécepteurs, probablement liés à une flavine, et absorbant la lumière bleue. 
Dans les années 1960, on a d'abord identifié les phytochromes (protéines photoréceptrices activées par à la lumière rouge et/ou le rouge lointain, mais il était évident qu'il existait un photorécepteur spécifique à la lumière bleue. Ce dernier est resté longtemps mystérieux. Des biologistes ont alors créé le mot « cryptochrome » comme nom générique pour ce mystérieux photorécepteur. C'est un jeu de mots évoquant à la fois la nature cryptique du photorécepteur, et les organismes cryptogames sur lesquels de nombreuses études de la lumière bleue ont été faites.
Remarque : Chez les bactéries on peut parler de « bactériochrome », et chez les cyanophycées de « cyanobactériochrome ».

## Histoire
Les cryptochromes ont été initialement détectés chez une plante, Arabidopsis thaliana (plante épigée) où il contrôle notamment la floraison.
Puis on a montré qu'ils contrôlent, régulent ou affectent de nombreux aspects de la croissance et du développement végétal. Toujours chez A. thaliana on a montré que le gène Atcry1 et son homologue Atcry2 étaient en cause, pour des fonctions ensuite retrouvées chez un grand nombre d'autres espèces de plantes.

## Structure, évolution et mécanisme
En termes de biochimique, les cryptochromes sont des flavoprotéines provenant de l’expression de deux gènes : cry1 et cry2. Ils appartiennent à une grande famille de protéines qui sont toutes des photorécepteurs à la lumière bleue, qu'ils captent par l'intermédiaire de leur cofacteur flavine adénine dinucléotide (FAD). 
En plus des cryptochromes, cette famille contient aussi les CPD-photolyases qui sont des enzymes de réparation de lésions induites dans l'ADN par les UV et dont ils sont très proches en termes de séquence et de structure. Cette parenté proche indique qu'ils ont évolué à partir d'un ancêtre commun, mais les cryptochromes n’ont pas conservé cette activité de réparation de l'ADN. Néanmoins, tout comme les photolyases, ils sont activés par un processus de photoréduction. Le cofacteur FAD (Flavine Adénine Dinucléotide), qui est initialement sous la forme oxydée, passe à l’état excité après absorption de photons de lumière bleue. S’ensuit un transfert d'électron entre la FAD et les trois tryptophanes (acides aminés) du cryptochrome. 

Pendant ces réactions, des paires radicalaires se forment et la FAD passe à son état réduit. Le crytpochrome est activé et peut être sensible à un champ magnétique extérieur. Ceci serait la première étape de la transduction, c’est-à-dire la conversion par la cellule d’un signal, ici magnétique, en un autre.

## Effets sur la régulation transcriptionnelle
La quasi-totalité des réponses activées par les cryptochromes s’expliquent par des effets d’activation/répression transcriptionnelle, ou de régulation par le protéasome. Chez Arabidopsis thaliana, les protéines CRY1 et CRY2 sont nucléaires (résidantes dans le noyau) et elles agissent indirectement sur la transcription. 
Selon Ma et al. en 2001, en fonction des conditions environnementales, de 5 à 25% des gènes de la plante sont régulés par la lumière bleue ; presque toujours cette régulation passe par les protéines CRY1 et CRY2

Jiao et al. en 2003 ont identifié plus de 130 facteurs de transcription régulés par les cryptochromes CRY1 et CRY2 dans les plantules d’Arabidopsis, ce qui fait des cryptochromes les premiers  intermédiaires de l’expression génétique « lumière bleue dépendante ». En 2007, Kleine et al. ont montré que CRY1 contribue largement le plus à réguler l'expression des gènes dépendant de la lumière bleue sous des illuminations à court et à long terme. Inversement, CRY2 a un effet bien moindre sur la transcription. 

Les cryptochromes régulent notamment des facteurs de transcription impliqués dans  le contrôle du stress induit par une forte luminosité (dans la nature souvent liée à une intense irradiation UV et à des épisodes de stress hydrique). Ils régulent aussi la voie de synthèse des phénylpropanoïdes, impliqués dans la défense contre les herbivores, contre les attaques microbiennes et fongiques ou d’autres sources de stress, tout en étant comme composant des parois des cellules, un filtre contre les ultraviolets, elles sont de pigments et de molécules de signal.

## Rôle dans le phototropisme
Les cryptochromes CRY1 et CRY2 font partie des gènes/protéines régulatrices du phototropisme, mais ils ne sont ni les seuls, ni les principaux à le faire. Des expériences ont en effet montré qu'ils sont nécessaires pour le contrôle de l’inclinaison des jeunes plantules en condition de faible luminosité (ce qui démontre aussi une sensibilité importante à la lumière), mais quand l’intensité lumineuse croît, on la courbure vers la lumière persiste chez les mutants cry1cry2, montrant que d’autres photorécepteurs prennent alors le relais (qui réagissent aussi à la lumière bleue) : les phototropines.
Il existe aussi un phototropisme interne à la plante, notamment observé chez les fougères d'ombres. Ces cryptochromes répondent à la lumière bleue, et ils régulent de nombreuses réponses physiologiques dont par exemple, l’inhibition de la germination des spores, le phototropisme, la croissance des frondes et de leur méristème apical ; ou l’orientation des chloroplastes (une irradiation de 2 à 10 min en lumière bleue ou rouge de cellules prothalliales adaptées à l'obscurité d'Adiantum, dont les chloroplastes s'étaient rassemblés le long de la paroi de division cellulaire (c'est-à-dire la paroi anticlinale) fougère ombrophile Adiantum suffit à provoquer une réorientation des chloroplaste (qui sont en quelque sorte les panneaux solaires internes aux frondes de la plante) comme l’ont montré Kagawa & Wada en 1994 ; Les chloroplastes se sont déplacés dans les 1 à 2 heures après le début de l'irradiation, et sont revenus à leur position initiale dans les 10 heures qui ont suivi.

## Chez les mousses et fougères
Des plantes dites « inférieures » telles que les mousses (ex :  Physcomitrella patens chez laquelle deux crytochromes eux ont été trouvés par Imaizumi et al, en 2000 et 2002 , qui ont montré que les signaux régulés par les cryptochromes modulent de multiples processus développementaux chez les mousses, dont l’émergence de branches latérales, et l’induction et le développement du gamétophyte ou encore une répression des réponses à l’auxine.  Cryptochromes et phytochromes semble aussi jouer synergiquement  chez cette mousse notaient Uenaka et al, en 2005.
Le nombre des cryptochromes peut varier selon les espèces ; ainsi 5 cryptochromes avaient déjà été identifiés au Japon chez la fougère ombrophile Adiantum capillus-veneris par Kanegae & Wada, en 1998 ce fait des fougères possèdent la plus large famille de cryptochromes connue en 1998.

## Rôle dans le contrôle des stomates
Chez les végétaux terrestres, les orifices des stomates, dits ostioles jouent un rôle majeur. Leur ouverture est contrôlée par deux « cellules de garde » dont l'activité dépend de plusieurs signaux environnementaux (dont l'intensité lumineuse, l'hygrométrie, le taux ambiant de O2 et/ou de CO2) ou internes (ex : phytohormones, calcium, espèces réactives de l'oxygène,,. 
Les stomates se ferment dans le noir et s’ouvrent en réponse à la lumière bleue, sous l'effet de plusieurs photorécepteurs, comme l'ont montré Kinoshita et al. en 2001 ; c'est le cas des cryptochromes chez la plante-modèle Arabidopsis thaliana.

## Rôle dans la magnétoréception
L'expérience qui a la première formellement prouvé le caractère indispensable des cryptochromes dans la magnétoréception animale a été faite sur des drosophiles génétiquement déficientes en cry1 (le gène codant les cryptochromes). Mises en présence d'un tube auquel on avait appliqué un champ magnétique d'environ 500 micro teslas ; celles-ci n'ont pas répondu au champ magnétique, sous l’influence du spectre lumineux complet, contrairement aux autres. Ceci montre que les cryptochromes sont les protéines qui permettent de capter le champ magnétique, en présence du spectre lumineux complet, ou simplement de sa partie bleue.
Chez les oiseaux, en 2010, on a étudié l’expression du gène cry1 chez deux espèces de passereaux ; il s’exprime dans l'oeil chez un passereau migrant la nuit (Sylvia borin), mais pas chez l’autre espèce sédentaire (Taeniopygia guttata), il semble donc possiblement utile ou nécessaire aux phénomènes migratoires. 
En 2010, Solov'yov et ses collègues se sont intéressés à l'« acuité » de la perception par le cryptochrome chez les oiseaux ; alors que l'on pensait que la magnétoréception était permise par des molécules formant des paires de radicaux rigidement fixées dans l'espace, cette équipe a étudié le degré théorique de désordre autorisé pour que la « boussole magnétique » protéique formant des paires de radicaux dans l'œil reste fonctionnelle. Selon ce travail, « un seul degré de liberté de rotation de la protéine formant la paire de radicaux doit être partiellement contraint, tandis que les deux autres degrés de liberté de rotation n'ont pas d'impact sur les propriétés magnétoréceptives de la protéine. Le résultat implique que toute protéine associée à la membrane cellulaire est assez limitée dans son mouvement pour fonctionner comme un magnétorécepteur à base de paires de radicaux ». Les cryptochromes sont aujourd'hui les meilleurs candidats pour expliquer la magnétoréception par paires de radicaux.
Ces photorécepteurs pourraient être perturbés par des variations du champ magnétique, comme lors d'orages magnétiques, ainsi que par des champs électromagnétiques de diverses fréquences (lignes haute tension, téléphonie mobile, WiFi), ce qui pourrait être un facteur expliquant la mortalité des abeilles .

## Rôle dans l'horloge biologique
Chez tous les organismes en disposant, les cryptochromes contribuent à réguler les rythmes circadiens biologiques. 
Chez les végétaux, parce qu'ils sont redondants à d'autres systèmes, ils ne jouent pas cependant un rôle-clef dans ces rythmes.
Chez les mammifères leur rôle semble plus important ; une perte (mutation génétique) de deux cryptochromes entraîne un défaut de l'horloge biologique. 
Ceci montre que la machinerie circadienne est régulée de manière très différente chez les végétaux et chez des animaux tels que les mammifères.

## Cryptochrome et cancer
Une hypothèse communément admise est que perturber l'horloge circadienne augmente l'incidence du cancer. Cela semble bien être le cas chez l'homme et chez la souris de laboratoire,. 
Cependant ceci n'est pas le cas chez une souris portant une double mutation, l'une la rendant très sujette au cancer (une mutation p53) et l'autre la privant de Cryptochrome (Cry). Dans ce cas les perturbations de l'horloge circadienne n'augmente pas le risque de cancer, même après l'avoir exposée à des rayonnements ionisants. Cette mutation Cry allonge même la durée médiane de vie de ces souris mutantes p53. Cet effet protecteur serait au moins partiellement dû à une sensibilisation des cellules mutantes p53 à l'apoptose, en réponse au stress génotoxique. 
Ces résultats suggèrent un rôle probable des cryptochromes dans l'apparition de certains cancers (certains cancers hormonaux notamment), et d'autre part des approches thérapeutiques alternatives dans la prise en charge des cancers associés à une mutation de type p53 .

## Place des cryptochromes dans les mécanismes d'action cellulaires
Les animaux, dont l'homme, sont sensibles aux champs magnétiques externes par divers mécanismes dont l’intervention de magnétorécepteurs: les cryptochromes (CR).
Les champs magnétiques externes modulent l’expression des CR, entraînant des actions au niveau cellulaire par le métabolisme oxydatif, par la polarisation des neurones, par des actions sur l’horloge circadienne,,
La détection du champ magnétique par les CR va ensuite agir sur l’émission de biophotons